# Прњавор (Витез)
Прњавор је насељено место у Босни и Херцеговини у општини Витез. Административно припада Федерацији Босне и Херцеговине, односно њеном Средњобосанском кантону. Према попису становништва из 2013. у насељу је било 293 становника, а већинску популацију у насељу чинили су Бошњаци.  

## Становништво
По последњем службеном попису становништва из 2013. године у насељу Прњавор живело је 293 становника, а село је било етнички хомогено са већинском бошњачком популацијом.
| Националност | 2013. | 1991.        | 1981.        | 1971.        | 1961.        |
| Бошњаци      | —     | 296 (100,0%) | 301 (100,0%) | 352 (99,44%) | 378 (98,44%) |
| Хрвати       | —     | 0            | 0            | 0            | 1 (0,26%)    |
| Југословени  | —     | 0            | 0            | 0            | 5 (1,30%)    |
| остали       | —     | 0            | 0            | 2 (0,56%)    | 0            |
| Укупно       | 293   | 296          | 301          | 354          | 384          |